# Estudis de català als EUA
Els estudis de català als Estats Units s'han anat ampliant als Estats Units el darrer segle, gràcies a l'interès creixent d'acadèmics, alumnat i institucions per totes les qüestions relacionades amb la llengua i la cultura catalana. Actualment, 22 universitats dels EUA imparteixen cursos de llengua, literatura i cultura catalanes, de les quals 14 compten amb el suport de l'IRL i s'integren en l'anomenada Xarxa Llull. Algunes d'aquestes universitats ofereixen programes de minor en català o especialitzacions de màster (com la Universitat de Chicago, en què els estudis els va iniciar una figura tan destacada com Joan Coromines).

## Breu història
L'estudi de la llengua, la literatura i la cultura catalanes a les universitats nord-americanes s'inicia en gran part a l'arribada d'exiliats republicans durant i després de la Guerra Civil Espanyola, si bé la primera persona que va impartir català en una universitat americana va ser Miquel Ventura, que va impartir classes de català i occità a la Universitat d'Ithaca el 1908. Com assenyala Gimeno Ugalde, la població d'exiliats espanyols als Estats Units no va ser tan important com en altres països americans, com Mèxic o Argentina, ja que el govern estatunidenc no va concedir l'estatus de refugiat als exiliats republicans, que llavors van haver de seguir els passos habituals per obtenir residència al país. Una manera d'obtenir estatus legal d'immigran era una invitació per ensenyar en una universitat, i d'aquesta manera, alguns professors i intel·lectuals catalans van començar a treballar a universitats Estats Units entre els anys 40 i 60 del s. XX. Alguns exemples són Joan Coromines (Universitat de Chicago), Josep Roca i Pons (Universitat d'Indiana Bloomington), Manuel Duran (Universitat Yale) o Josep Maria Solà-Solé (Universitat Catòlica d'Amèrica), que van convertir-se en professors de la primera generació d'especialistes parcialment educatts als Estats Units, com Albert Porqueras-Mayo (que després seria professor a la Universitat d'Illinois a Urbana-Champaign) o Joseph Gulsoy (que seria professor a la Universitat de Toronto).

## Institucionalització dels estudis: 1978-2000
L'any 1978, la primera trobada de NACS, North American Catalan Society. Els membres d'aquest grup treballen amb temes catalans, amb reunions cada dos anys per moltes universitats d'investigacions per tot el país i també a Catalunya. L'organització ha rebut dos premis, el premi Ramon Llull (1997) i Creu de Sant Jordi (1998).
Al 1986,la NACS va introduir una plataforma per publicar les dates de aquestes reunions i recerques relacionades per la revista Catalan Review. Aquesta revista ofereix articles publicats per la llengua catalana o anglesa, i també es adhereix a les normes d'avaluació d'experts. Al principi, els editors tenien la meta de fer renàixer la cultura catalana després de la repressió franquista. El nou interès pels estudis catalans va rebre l'ajut de l'atenció crítica sobre els estudis del gènere i també la memòria, que amb freqüència utilitzava referències al cànon català, com Mercè Rodoreda, Montserrat Roig i Carme Riera.
Entre els anys 2005 i 2008, l'Institut Ramon Llull i la NACS van signar un conveni de col·laboració per la promoció de les activitats de l'associació nord-americana amb l'objectiu continuar promovent a l'exterior la llengua, la literatura i la cultura catalanes. Aquest conveni ha precedit la "celebració i edició de les publicacions de col·loquis al voltant de la catalanística, l'edició de repertoris d'estudiosos de la llengua i la literatura, i la concessió d'ajuts per recerca".

## Context dels estudis catalans al segle XXI
Cada cop més, hi ha més interés amb els estudis catalans als EUA, així com l'interés d'altres llengües minoritzades (com l'euskera o el danès), segons fonts de la Asocicació de Llengues Modernes (MLA). Generalment, als estudiants els interessen els estudis catalans per poder accedir a Barcelona i altres ciutats catalanes, però aquest interés també té relacions amb el creixement dels departaments de llengües romàniques o hispàniques als EUA.

### Tipus de suport del català
L'Institut Ramon Llull ofereix suport a la Xarxa Universitària d'Estudis Catalans a l'Exterior (University Network of Catalan Studies Abroad); entre elles, hi ha moltes universitats nord-americanes:
- UC Berkeley (cursos de llengües)
- The Ohio State University (cursos de català per al major de llengües ibèriques)
- UC Los Angeles
- UC Santa Barbara (cursos de llengua oferts pel Centre d'Estudis Catalans)
- University of Chicago (programa de minor en estudis catalans i activitats culturals, com la trobada setmanal "Hora del cafè català")
- UC Boulder (cursos de llengua)
- Colúmbia (cursos de llengua i activitats culturals, com una trobada setmanal "Cafè Català")
- University of Florida (cursos de llengua)
- Georgetown (cursos de llengua)
- Harvard (cursos de llengua)
- Urbana-Champaign (cursos de llengua)
- UMass Amherst (programa de minor en estudis catalans)
- Stanford (cursos de llengua)
- CUNY (cursos de llengua i esdeveniments culturals)

## Xarxa Llull
La Xarxa Llull, la xarxa universitària d'estudis estrangers de català, es va crear l'any 1988 per la Generalitat de Catalunya juntament amb la creació de la Comissió de promoció de l'ensenyament del català a les universitats de fora de l'àmbit territorial de Catalunya. L'any 2002, l'Institut Ramon Llull va prendre control de la coordinació de aquesta xarxa universitària després de 14 anys de control de la Generalitat. Aquesta xarxa és part de les polítiques catalanes de promoció internacional de la llengua i literatura catalana i el Institut Ramon Llull s'encarrega de garantir la presència d'estudis catalans a la universitats estrangeres.
Actualment, la xarxa es compon de més de 150 universitats en 30 països que ensenyen la llengua i la literatura català. De aquestes institucions, les institucions americans que reben finançament de l'Institut Ramon Llull a l'any 2017-2018 son: UCLA, la Universitat de Chicago, la Universitat de Colorado - Boulder, la Universitat de Colúmbia, la Universitat de Georgetown, la Universitat Harvard, la Universitat de Massachusetts - Amherst, la Universitat Stanford, i el centre de graduats de la Universitat de la Ciutat de Nova York.

## Llista d'universitats dels EUA que imparteixen estudis de català[6]
| Estat                        | Universitat |
| Califòrnia                   | Universitat de Califòrnia a Berkeley Universitat de Califòrnia a Los Angeles Universitat de Califòrnia a Santa Barbara Universitat Stanford |
| Carolina del Nord            | Universitat de Carolina del Nord a Chapel Hill                                                                                              |
| Colorado                     | Universitat de Colorado a Boulder |
| Connecticut                  | Universitat Trinity |
| Districte de Colúmbia (D.C.) | Universitat Catòlica d'Amèrica Universitat de Georgetown                                                                                    |
| Illinois                     | Universitat de Chicago Universitat a Illinois a Urbana-Champaign                                                                            |
| Indiana                      | Universitat d'Indiana Universitat de Notre Dame                                                                                             |
| Massachusetts                | Universitat Harvard Universitat de Massachusetts a Amherst                                                                                  |
| Michigan                     | Universitat de Michigan |
| Nova York                    | Universitat de Colúmbia Universitat City de Nova York (CUNY)                                                                                |
| Ohio                         | Universitat Estatal d'Ohio |
| Pennsilvània                 | Universitat Temple |
| Tennessee                    | Universitat Vanderbilt |
| Virgínia                     | Universitat de Richmond |